# Astore

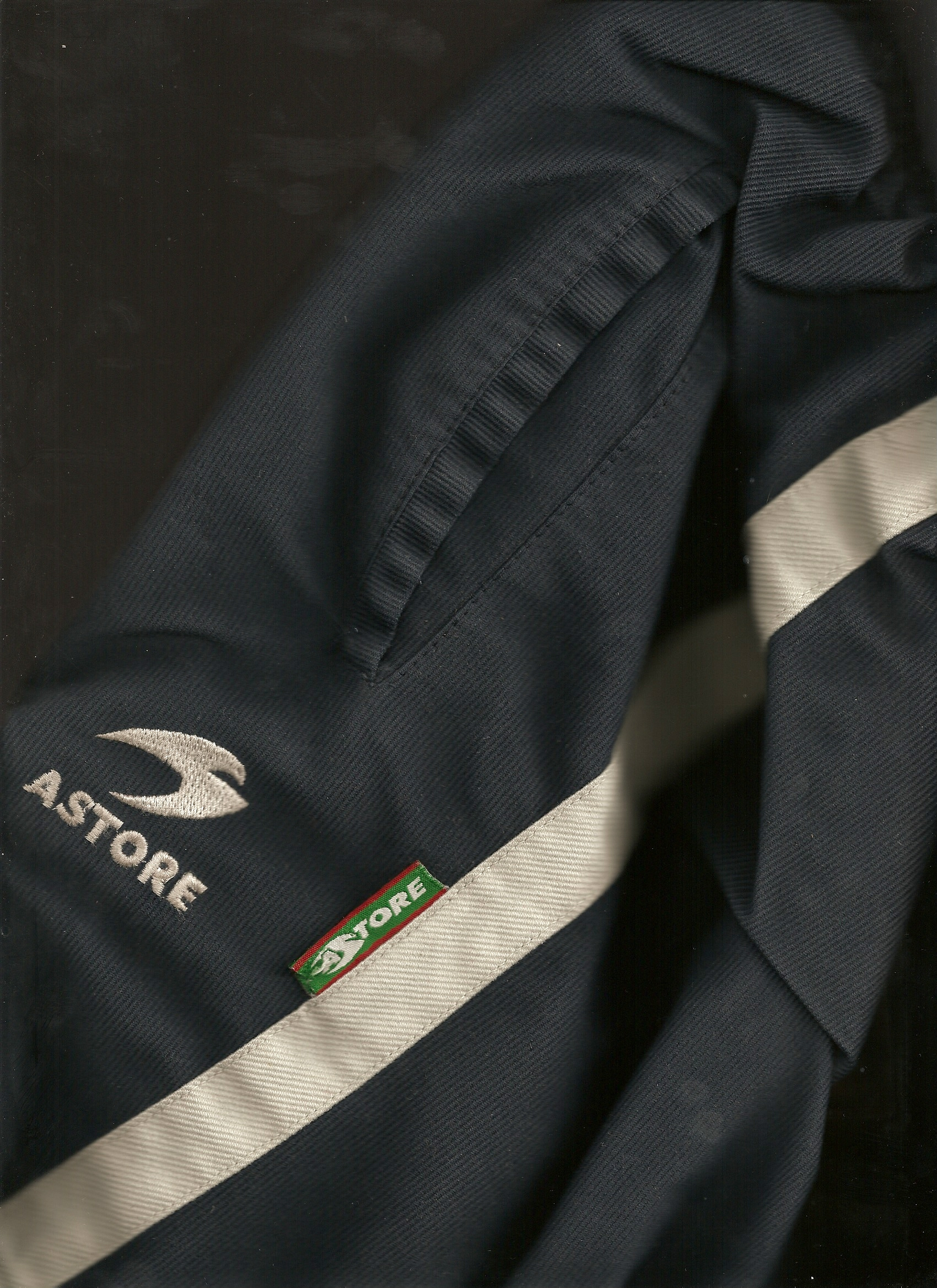
Chándal de Astore

Astore es una de las tres marcas comerciales de la empresa Import Arrasate S.L., empresa de origen familiar que produce ropa y material relacionado con el deporte. Fue fundada en 1989 en Mondragón (España). Comenzó fabricando ropa para pelota vasca y evolucionó a otros deportes. 

## Equipaciones de equipos deportivos
| - Selección de fútbol de Cataluña - Selección de fútbol del País Vasco - Selección de fútbol de Corea del Norte - Ciudad de Santiago - Axa Marianistas - Unión Club Deportiva Burladés - Atlético Mancha Real Club de Fútbol - Bilbao Basket - Plus Pujol Lleida Saski Baskonia - Clavijo Caja Rioja - Ordizia Rugby Elkartea | - Euskaltel-Euskadi - ASPE - Asegarce - Master Fiesta - S.D.C San Antonio - Bidasoa El Club de deporte - C.R.O Orio. |

- Datos: Q12254329